# 王逊 (南朝)
王逊（?—?），南朝宋，南朝齐时琅邪郡临沂县人，王僧绰之子，王俭之弟。
宋顺帝时王逊任丹阳丞。他告发刘秉谋反，将要偷袭萧道成。萧道成建立南朝齐，是为齐高帝，但是没有给他封赏。于是王逊有怨言。齐高帝建元初年，王逊转任晋陵郡太守。王俭害怕受到牵连，于是通过褚渊上告齐高帝。齐高帝下诏赦免其罪，王逊免官流放永嘉郡，途中被杀。